# Постпънк
Пост-пънкът е движение в рок музиката, чиито корени са в края на 70-те. Възниква благодарение на експлозията на пънк рока в средата на 70-те. Жанрът запазва пънк-началата си, но същевременно създава по-вглъбена, сложна и експериментална музика. Пост-пънкът подготвя почвата за алтернативния рок, тъй като разширява кръгозора на пънка и на ъндърграунд музиката. Той включва елементи от краутрока (в частност употребата на синтезатори и обширни повтаряния), ямайската дъб музика (особено бас китарата), американския фънк, студийни експерименти и дори традиционната противоположност на пънка — диското.
Утвърждава се на инди сцената от 80-те и води до развитието на жанрове като готик рока, индъстриъл и алтернативния рок.

## Термин
Терминът пост-пънк е използван през 1977 г. от „Саундс“, за да опише Сюзи енд дъ Беншис. През 1980 г. критикът Грейл Маркъс пише за „Британския пост-пънк поп авангард“ в статия за „Ролинг Стоун“ от 24 юли 1980. Той прилага термина по отношение на групи като Генг ъф Фор, Рейнкоутс и Есеншъл Лоджик, които, пише той, са „катализирани от специален вид напрежение, хумор и чувство за парадоксалност, който е просто уникален в днешната поп музика.“